# Prümscheid (Berg)
Die Prümscheid ist ein 674,7 m ü. NHN hoher Berg der Eifel. Sie befindet sich bei Wallenborn im Landkreis Vulkaneifel und ist eine der höchsten Erhebungen der Eifel. Anliegende Dörfer sind Salm, Büscheich und Wallenborn.